# Ahmed Yasin
Ahmed Yasin Ghani (Bagdad, 22 april 1991) is een Iraaks voetballer met tevens de Zweedse nationaliteit die als middenvelder speelt. Hij staat sinds 2016 onder contract bij AIK in Zweden.
Yasin kwam op jonge leeftijd naar Zweden en speelde eerder voor Forward, Örebro in Denemarken en AGF. Sinds 2012 komt hij uit voor het Iraaks voetbalelftal en nam deel aan het Aziatisch kampioenschap voetbal 2015.